# Młodzieżowe Drużynowe Mistrzostwa Polski na Żużlu 2002
Młodzieżowe Drużynowe Mistrzostwa Polski 2002 – zawody żużlowe, mające na celu wyłonienie medalistów młodzieżowych drużynowych mistrzostw Polski w sezonie 2002. Rozegrano eliminacje w czterech grupach oraz finał.

## Finał
- Bydgoszcz, 3 października 2002
- Sędzia: Aleksander Janas

| Msc |                                                                                        | Drużyna / Zawodnik                                       | Biegi                     | Punkty |
| --- | -------------------------------------------------------------------------------------- | -------------------------------------------------------- | ------------------------- | ------ |
| 1   |                                                                                        | RKM Rybnik                                               | RKM Rybnik                | 36     |
| 1   | Zbigniew Czerwiński Rafał Szombierski Roman Chromik Łukasz Romanek Łukasz Szmid        | (2,3,0,3,3) (d,3,3,3,2) (3,0,2,2,0) (1,3,0,3) (0)        | 11 7 0                    |        |
| 2   |                                                                                        | BGŻ S.A. Polonia Piła                                    | BGŻ S.A. Polonia Piła     | 30     |
| 2   | Tomasz Gapiński Michał Szczepaniak Robert Miśkowiak Jarosław Hampel Krystian Klecha    | (2,0,3,2,1) (0,0,1,0,2) (1,2,2,1,2) (2,3,2,3,1) ns       | 8 3 8 11                  |        |
| 3   |                                                                                        | Point S Polonia Bydgoszcz                                | Point S Polonia Bydgoszcz | 28     |
| 3   | Robert Umiński Grzegorz Czechowski Grzegorz Musiał Łukasz Stanisławski Paweł Wielewski | (3,1,2,0,d) (3,2,wsu,1,3) (0,2,1,0,1) (1,2,3,3,0) ns     | 6 9 4 9                   |        |
| 4   |                                                                                        | Unia Leszno                                              | Unia Leszno               | 26     |
| 4   | Oskar Wolsztyński Krzysztof Kasprzak Marcin Jankowski Norbert Kościuch                 | (2,1,0,1,1) (3,3,1,2,3) (0,1,0,1,t) (1,1,1,2,2) {{{19}}} | 5 12 2 7                  |        |